# 히카르두 세자르 당타스 다시우바
히카르두 세자르 당타스 다시우바(포르투갈어: Ricardo César Dantas da Silva, 1992년 8월 13일 ~ )는 브라질의 축구 선수로 포지션은 수비수이다. K리그 등록명은 히카르도이다.

## 클럽 경력
2022년 2월 6일, FC 서울 입단이 공식 발표되었다.
2022년 5월 3일, 건강상의 이유로 상호 합의에 의한 계약해지가 공식 발표되었다.